# 京成集團

京成集團（日语：京成グループ）是一家以京成電鐵株式會社為核心的日本企業集團，主要營業地區是東京都、千葉縣和茨城縣。2018年時，京成集團包括有130家公司。

## 外部連結
- 京成グループ （页面存档备份，存于）